# Mohammad Mohammad Sadeq al-Sadr
Mohammad Mohammad Sadeq al-Sadr (arabiska: محمد محمد صادق الصدر), född 23 mars 1943, Kazimain, Irak, död 19 februari 1999, Najaf, Irak, var en shiamuslimsk marja' al-taqlid, ayatolla och ledare i Irak som under Saddam Husseins tid ska ha mördats av regeringen. Han var far till Muqtada al-Sadr.
År 1992 hade den irakiska regeringen utsett al-Sadr som landets ledande shiitiske lärd. Men al-Sadrs relation till regeringen blev spänd efter att han utfärdade en fatwa, som kallade irakierna till att delta i fredagsböner i moskéerna istället för att titta på tv hemma. År 1999 attackerade beväpnade män Sadeq al-Sadr och hans två äldsta söner när de körde genom den shiitiska heliga staden Najaf, och dödade alla tre. Lönnmordet antas ha utförts på Saddams befallning. Efter mordet på ayatollan ägde en stor shiamuslimsk protest rum i Bagdad, men som kuvades och 3000 arresteringar ägde rum och ungefär 450 avrättningar.